# Robbie Williams (snookerzysta)
Robbie Williams (ur. 28 grudnia 1986 w Wallasey) – angielski zawodowy snookerzysta pochodzący z półwyspu Wirral. Gra profesjonalnie od 2012 roku.

## Kariera

### Lata młodzieżowe i amatorskie

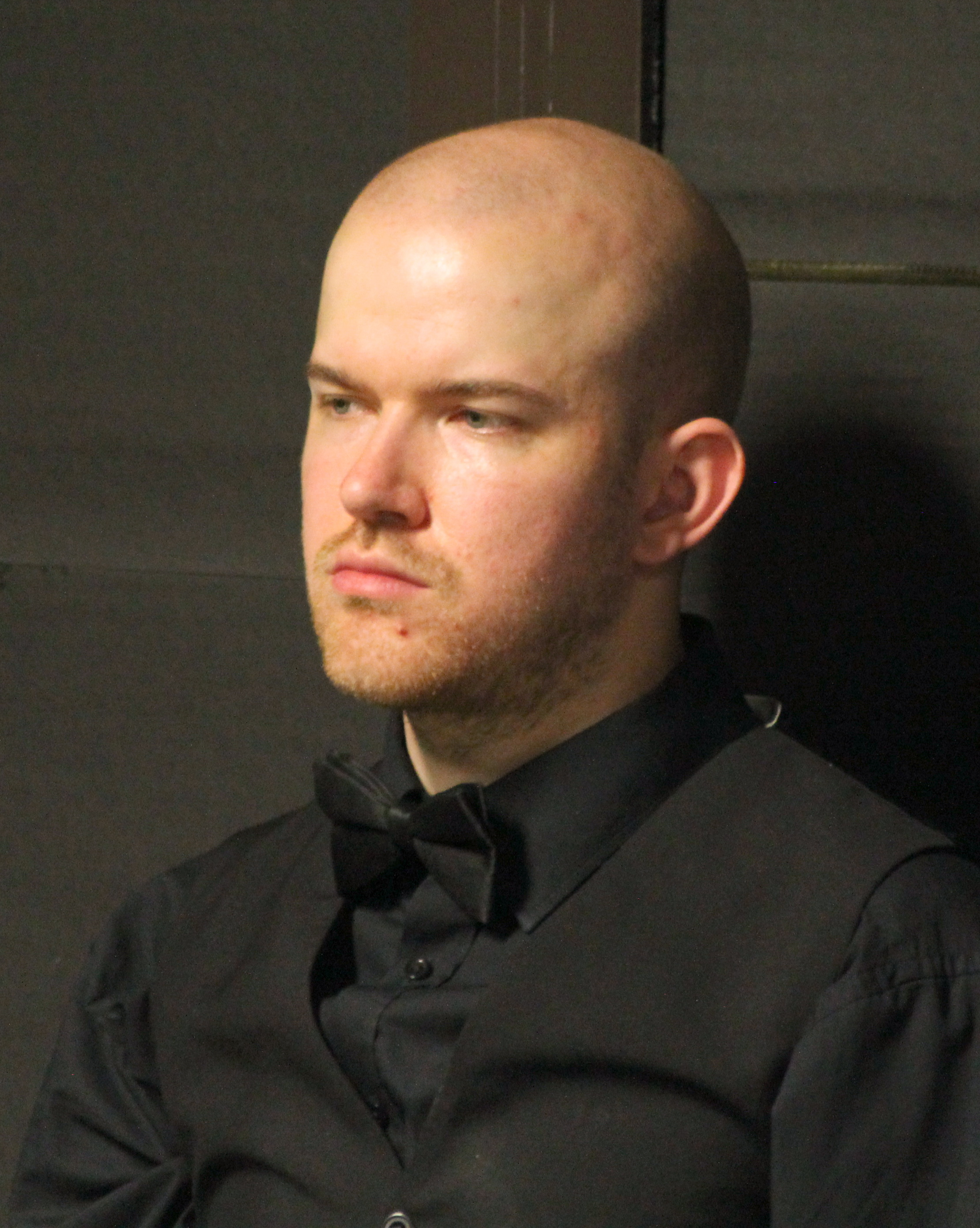
Robbie Williams

Robbie Williams zaczął grać w snookera w wieku 10 lat. Już jako młodzieniec zwrócił na siebie uwagę, wygrywając zawody Merseyside U-15 i docierając do półfinału Mistrzostw Anglii Juniorów U-18. Aby dostać się do zawodowego World Snooker Tour wziął udział w Pontin's International Open Series w latach 2005/2010. W latach 2007-2010 dotarł do ćwierćfinału jednego z turniejów singlowych PIOS. W każdym z tych wydarzeń został pokonany przez późniejszych zawodowych graczy Matthew Coucha, Kurta Maflina i Liama Highfielda (dwukrotnie). W sezonie 2009/10 osiągnął swój najlepszy wynik w sezonie, zajmując 14. miejsce w klasyfikacji generalnej. W 2008 roku wziął udział w serii Pontins Pro-Am i w swoim pierwszym występie dotarł do finału, przegrywając 1–4 ze Stuartem Binghamem. Wcześniej pokonał takich zawodowców jak Dave Harold, Joe Swail i Ricky Walden. W następnym roku pokonał Bingham 5-0, docierając do półfinału. Dotarł również do półfinału turnieju Paul Hunter English Open Championship, gdzie pokonał innych zawodowców. W 2010 roku dotarł do finału i zdobył tytuł, pokonując Stephena Craigiego 6-4.
W sezonie 2010/11 seria  Q School zastąpiła serię PIOS jako turniej kwalifikacyjny dla amatorów: Williams odpadł raz w pierwszej rundzie i dwa razy w 1/8 finału (w tym przegrywając z późniejszym zwycięzcą Davidem Gilbertem). Rywalizował również z zawodowcami w głównym cyklu turniejów Pro-Am nowo wprowadzonego cyklu Players Tour Championship w sezonach 2010/11 i 2011/12. Jego najlepszy wynik to pierwszy turniej sezonu 2011/12, kiedy to po zwycięstwach nad Peterem Ebdonem i Allisterem Carterem, odpadł dopiero w 1/8 finału z Graeme'em Dottem.

### Kwalifikacje do Touru i pierwsze lata kariery zawodowej

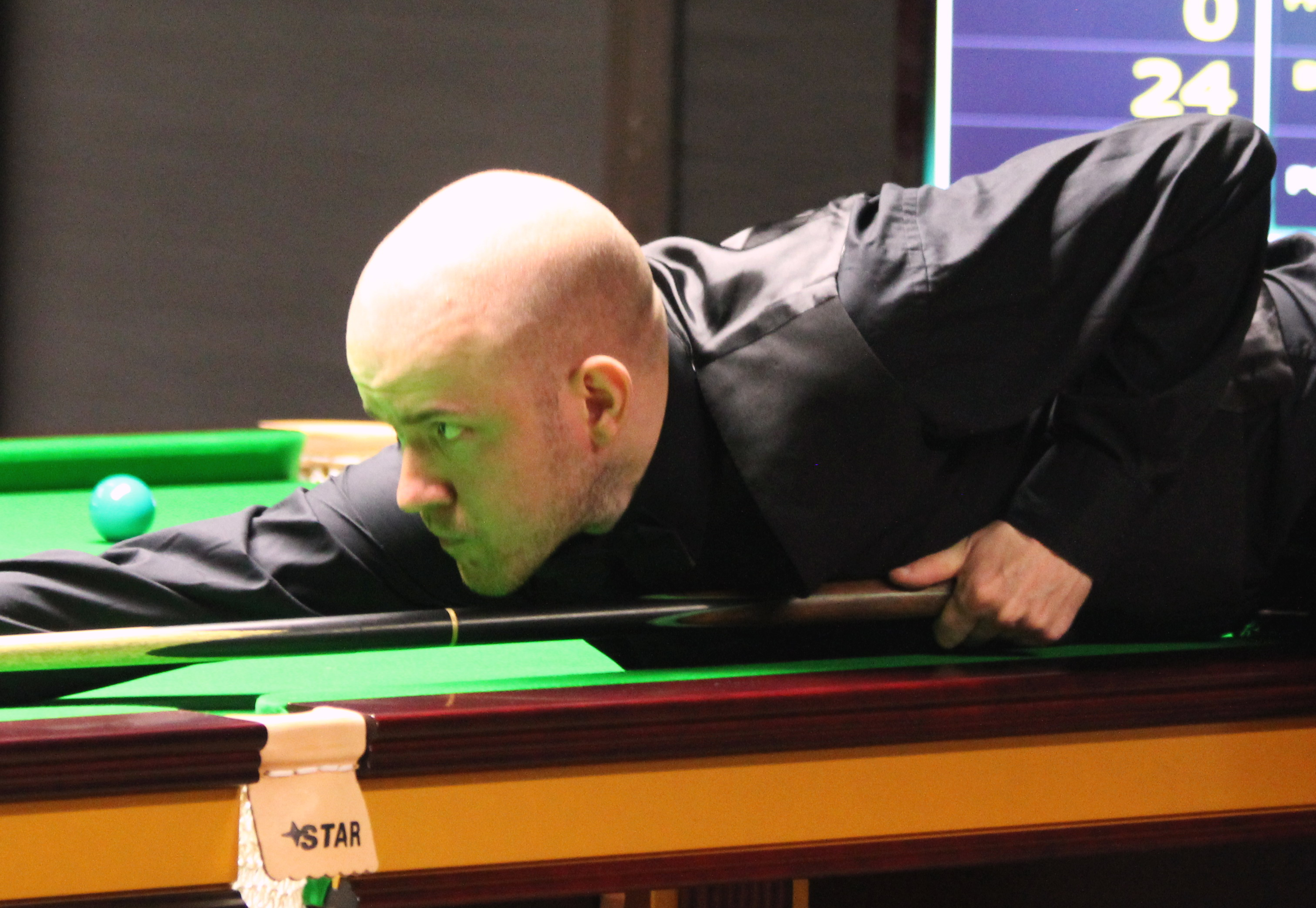
Williams na turnieju Paul Hunter Classic 2016

W 2012 roku, w trzecim turnieju, wygrał swoją grupę w meczu play-off 4-3 z Mitchellem Mannem, co zapewniło mu dwuletnią kartę na sezony 2012/13 i 2013/14. Już w pierwszym roku udało mu się zebrać wiele punktów. Dotarł do trzeciej rundy kwalifikacyjnej w trzech z pięciu turniejów w Chinach, a na turniejach PTC przegrał tylko raz swój mecz otwarcia, docierając do 1/8 finału w Paul Hunter Classic. Kolejny sezon był prawdziwym sukcesem: najpierw osiągnął swój najlepszy wynik w PTC, docierając do półfinału w Ruhr Open, następnie dotarł do półfinału pełnego turnieju rankingowego w Indian Open, pokonując między innymi Shauna Murphy'ego i Anthony'ego McGilla. Na koniec przetrwał również wszystkie cztery rundy kwalifikacyjne na Mistrzostwach Świata 2014. Finałowy mecz w czasie „Judgment Day” przeciwko Fergalowi O’Brienowi zakończył się wynikiem 9-9 i 58-58 w decydującej partii, a Williams wygrał w dogrywce na czarnej bili. Był to jego pierwszy występ w głównym wydarzeniu w Crucible Theatre, gdzie przegrał pierwszy mecz z Neilem Robertsonem 2-10. Jednak awansował na 62. miejsce w światowym rankingu, kwalifikując się bezpośrednio na kolejny rok jako zawodowiec.
W następnym sezonie Williams kontynuował zbieranie punktów, co osiągnęło punkt kulminacyjny w występie w 1/8 finału podczas Bulgarian Open w 2014 roku, dzięki któremu w pewnym momencie awansował na 49. miejsce. Dotarł również do głównego wydarzenia Mistrzostw Świata po raz drugi z rzędu, gdzie remisował 6-6 z późniejszym mistrzem świata Stuartem Binghamem, zanim przegrał 7-10. Zdobył więcej punktów na początku sezonu 2015/16, docierając między innymi do 1/8 finału w Paul Hunter Classic. Na Mistrzostwach Wielkiej Brytanii pokonał 10. w rankingu Joe Perry'ego aby dotrzeć do trzeciej rundy. Pod koniec sezonu jednak wrócił do finału Mistrzostw Świata w Crucible po zaciętym zwycięstwie 10-9 nad Anthonym Hamiltonem. Jednak po raz trzeci nie dotarł do 1/8 finału, przegrywając 8-10 z Rickym Waldenem. Pomimo sukcesów, nie udało mu się dorównać wynikom z sezonu 2013/14. W rezultacie ponownie stracił kilka pozycji.

### Wzloty i upadki w światowych rankingach
W sezonie 2016/17 dotarł do 1/8 finału zarówno w Paul Hunter Classic, jak i Welsh Open. Zdobył również punkty dzięki zwycięstwom we wszystkich najważniejszych turniejach i dzięki temu był w stanie otrząsnąć się po porażce w drugiej rundzie eliminacji do Mistrzostw Świata. W tym roku wspiął się na 48. miejsce. Kolejny sezon zaczął dobrze, docierając do 1/8 finału w Riga Masters 2017. Po kilku mieszanych wynikach dotarł do ćwierćfinału International Championship. Oprócz Joe Perry'ego pokonał również numer 7 na świecie Neila Robertsona. Był to jego najlepszy wynik w najważniejszym turnieju rankingowym do tej pory i dał mu nowy rekord 47. miejsca. Następnie dwukrotnie dotarł do 1/32 finału, ale kolejna porażka w drugiej rundzie na Mistrzostwach Świata uniemożliwiła mu dalszy awans. Sezon 2018/19 rozpoczął się dość rozczarowującym początkiem z dwoma zwycięstwami w siedmiu turniejach. Dopiero dwa zwycięstwa w 1/8 finału Home Nations Series (Northern Ireland Open i Welsh Open) pozwoliły mu odzyskać równowagę. Mimo to, przez długi czas zajmował 64. miejsce w rankingu, co podważało jego status w tourze. Dopiero dzięki zwycięstwu 6-5 nad Juddem Trumpem w China Open, przetrwał kolejny sezon. W Trumpie pokonał przecież zawodnika, który później został nowym mistrzem świata.
Obawy o jego status zawodowy zdominowały jednak również kolejny sezon. Na początku regularnie zdobywał punkty we wszystkich najważniejszych turniejach, ale nigdy nie dotarł powyżej drugiej rundy. Następnie po raz drugi z rzędu dotarł do 1/8 finału w Northern Ireland Open. Zwycięstwo nad szóstym w rankingu światowym Johnem Higginsem zapewniło mu również miejsce w 1/8 finału German Masters na początku roku kalendarzowego 2020. Jednak China Open zostało odwołane z powodu pandemii COVID-19, a po drugiej w karierze porażce w pierwszej rundzie na Mistrzostwach Świata zakończył sezon bez punktu, spadając na 65. miejsce. To zakończyło jego automatyczne członkostwo w tourze, ale jego wyniki w sezonie 2019/20 były wystarczająco dobre, aby uzyskać wystarczającą pozycję w rocznym rankingu. To zapewniło mu nową kartę na tour na kolejne dwa lata.
Sezon 2020/21 rozpoczął się obiecująco. Pozostał niepokonany w Championship League, odpadł jedynie w rundzie pośredniej, ponieważ Tian Pengfei zaliczył wyższego breaka. Na European Masters ponownie pokonał Joe Perry'ego - 16. w rankingu. A na English Open pokonał nawet Marka Allena, 5. w rankingu, 4-0 i dotarł do ćwierćfinału. W tym sezonie dotarł do 1/8 finału jeszcze dwa razy: na Scottish Open i German Masters. Wielokrotnie udowadniał, że jest w stanie pokonać zawodników z czołowej 32., takich jak Anthony McGill i Ali Carter. Chociaż przegrał mecz otwarcia pięć razy, drugi rok rozpoczął obiecująco, plasując się na 68. miejscu w światowym rankingu.

## Występy w turniejach w karierze
| Ranking                      | [ i ]            | [ i ]            | [ ii ]           | 79               | 62               | 50               | 55            | 53            | 57            | 60            | [ iii ]       | 68            | 61            | 48            | 36            | 47            |               |               |               |               |               |               |               |               |               |               |               |               |               |               |               |               |
| Turnieje rankingowe          |                  |                  |                  |                  |                  |                  |               |               |               |               |               |               |               |               |               |               |               |               |               |               |               |               |               |               |               |               |               |               |               |               |               |               |
| Championship League          | nie rozegrano    | nie rozegrano    | nie rozegrano    | nie rozegrano    | nie rozegrano    | nie rozegrano    | nie rozegrano | nie rozegrano | nie rozegrano | nie rozegrano | RR            | RR            | RR            | 2R            | RR            | 2R            |               |               |               |               |               |               |               |               |               |               |               |               |               |               |               |               |
| Saudi Arabia Masters         | nie rozegrano    | nie rozegrano    | nie rozegrano    | nie rozegrano    | nie rozegrano    | nie rozegrano    | nie rozegrano | nie rozegrano | nie rozegrano | nie rozegrano | nie rozegrano | nie rozegrano | nie rozegrano | nie rozegrano | 3R            |               |               |               |               |               |               |               |               |               |               |               |               |               |               |               |               |               |
| Wuhan Open                   | nie rozegrano    | nie rozegrano    | nie rozegrano    | nie rozegrano    | nie rozegrano    | nie rozegrano    | nie rozegrano | nie rozegrano | nie rozegrano | nie rozegrano | nie rozegrano | nie rozegrano | nie rozegrano | LQ            | 2R            |               |               |               |               |               |               |               |               |               |               |               |               |               |               |               |               |               |
| English Open                 | nie rozegrano    | nie rozegrano    | nie rozegrano    | nie rozegrano    | nie rozegrano    | nie rozegrano    | 1R            | 1R            | 1R            | 2R            | QF            | 3R            | LQ            | LQ            | LQ            |               |               |               |               |               |               |               |               |               |               |               |               |               |               |               |               |               |
| British Open                 | nie rozegrano    | nie rozegrano    | nie rozegrano    | nie rozegrano    | nie rozegrano    | nie rozegrano    | nie rozegrano | nie rozegrano | nie rozegrano | nie rozegrano | nie rozegrano | 2R            | SF            | 2R            | 1R            | LQ            |               |               |               |               |               |               |               |               |               |               |               |               |               |               |               |               |
| Xi'an Grand Prix             | nie rozegrano    | nie rozegrano    | nie rozegrano    | nie rozegrano    | nie rozegrano    | nie rozegrano    | nie rozegrano | nie rozegrano | nie rozegrano | nie rozegrano | nie rozegrano | nie rozegrano | nie rozegrano | nie rozegrano | LQ            |               |               |               |               |               |               |               |               |               |               |               |               |               |               |               |               |               |
| Northern Ireland Open        | nie rozegrano    | nie rozegrano    | nie rozegrano    | nie rozegrano    | nie rozegrano    | nie rozegrano    | 3R            | 1R            | 4R            | 4R            | 1R            | LQ            | LQ            | 3R            | LQ            |               |               |               |               |               |               |               |               |               |               |               |               |               |               |               |               |               |
| International Championship   | nie rozegrano    | nie rozegrano    | LQ               | LQ               | 1R               | 1R               | 1R            | QF            | LQ            | 1R            | nie rozegrano | nie rozegrano | nie rozegrano | 1R            | 2R            |               |               |               |               |               |               |               |               |               |               |               |               |               |               |               |               |               |
| UK Championship              | A                | A                | LQ               | 2R               | 2R               | 3R               | 2R            | 2R            | 1R            | 2R            | 2R            | 2R            | LQ            | LQ            | LQ            |               |               |               |               |               |               |               |               |               |               |               |               |               |               |               |               |               |
| Shoot Out                    | nierankingowy    | nierankingowy    | nierankingowy    | nierankingowy    | nierankingowy    | nierankingowy    | 1R            | A             | 1R            | A             | 2R            | SF            | 2R            | 2R            | 4R            |               |               |               |               |               |               |               |               |               |               |               |               |               |               |               |               |               |
| Scottish Open                | nie rozegrano    | nie rozegrano    | MR               | nie rozegrano    | nie rozegrano    | nie rozegrano    | 1R            | 1R            | 2R            | 1R            | 4R            | 1R            | 1R            | 1R            | 2R            |               |               |               |               |               |               |               |               |               |               |               |               |               |               |               |               |               |
| German Masters               | A                | A                | LQ               | LQ               | LQ               | LQ               | LQ            | LQ            | LQ            | 2R            | 2R            | LQ            | LQ            | 1R            | LQ            |               |               |               |               |               |               |               |               |               |               |               |               |               |               |               |               |               |
| World Grand Prix             | nie rozegrano    | nie rozegrano    | nie rozegrano    | nie rozegrano    | NR               | DNQ              | DNQ           | DNQ           | DNQ           | DNQ           | 1R            | DNQ           | 1R            | DNQ           | DNQ           |               |               |               |               |               |               |               |               |               |               |               |               |               |               |               |               |               |
| Players Championship         | DNQ              | DNQ              | DNQ              | DNQ              | DNQ              | DNQ              | DNQ           | DNQ           | DNQ           | DNQ           | DNQ           | DNQ           | DNQ           | DNQ           | DNQ           |               |               |               |               |               |               |               |               |               |               |               |               |               |               |               |               |               |
| Welsh Open                   | A                | A                | LQ               | 1R               | 1R               | 2R               | 4R            | 3R            | 4R            | 2R            | 1R            | 1R            | 3R            | 3R            | 2R            |               |               |               |               |               |               |               |               |               |               |               |               |               |               |               |               |               |
| World Open                   | A                | A                | LQ               | LQ               | nie rozegrano    | nie rozegrano    | 1R            | LQ            | 1R            | 1R            | nie rozegrano | nie rozegrano | nie rozegrano | 2R            | 2R            |               |               |               |               |               |               |               |               |               |               |               |               |               |               |               |               |               |
| Tour Championship            | nie rozegrano    | nie rozegrano    | nie rozegrano    | nie rozegrano    | nie rozegrano    | nie rozegrano    | nie rozegrano | nie rozegrano | DNQ           | DNQ           | DNQ           | DNQ           | DNQ           | DNQ           | DNQ           |               |               |               |               |               |               |               |               |               |               |               |               |               |               |               |               |               |
| World Championship           | A                | A                | LQ               | 1R               | 1R               | 1R               | LQ            | LQ            | LQ            | LQ            | LQ            | LQ            | LQ            | 1R            | LQ            |               |               |               |               |               |               |               |               |               |               |               |               |               |               |               |               |               |
| Turnieje nierankingowe       |                  |                  |                  |                  |                  |                  |               |               |               |               |               |               |               |               |               |               |               |               |               |               |               |               |               |               |               |               |               |               |               |               |               |               |
| Championship League          | A                | A                | A                | A                | A                | A                | A             | A             | A             | RR            | A             | A             | A             | A             | A             |               |               |               |               |               |               |               |               |               |               |               |               |               |               |               |               |               |
| Dawne turnieje rankingowe    |                  |                  |                  |                  |                  |                  |               |               |               |               |               |               |               |               |               |               |               |               |               |               |               |               |               |               |               |               |               |               |               |               |               |               |
| Wuxi Classic                 | nierankingowy    | nierankingowy    | LQ               | LQ               | 1R               | nie rozegrano    | nie rozegrano | nie rozegrano | nie rozegrano | nie rozegrano | nie rozegrano | nie rozegrano | nie rozegrano | nie rozegrano | nie rozegrano | nie rozegrano | nie rozegrano | nie rozegrano | nie rozegrano | nie rozegrano | nie rozegrano | nie rozegrano | nie rozegrano | nie rozegrano | nie rozegrano |               |               |               |               |               |               |               |
| Australian Goldfields Open   | NH               | A                | LQ               | LQ               | LQ               | LQ               | nie rozegrano | nie rozegrano | nie rozegrano | nie rozegrano | nie rozegrano | nie rozegrano | nie rozegrano | nie rozegrano | nie rozegrano | nie rozegrano | nie rozegrano | nie rozegrano | nie rozegrano | nie rozegrano | nie rozegrano | nie rozegrano | nie rozegrano | nie rozegrano | nie rozegrano | nie rozegrano |               |               |               |               |               |               |
| Shanghai Masters             | A                | A                | LQ               | LQ               | LQ               | LQ               | LQ            | 2R            | nierankingowy | nierankingowy | nie rozegrano | nie rozegrano | nie rozegrano | nierankingowy | nierankingowy | nierankingowy |               |               |               |               |               |               |               |               |               |               |               |               |               |               |               |               |
| Paul Hunter Classic          | Minor-rankingowy | Minor-rankingowy | Minor-rankingowy | Minor-rankingowy | Minor-rankingowy | Minor-rankingowy | 4R            | 2R            | 1R            | NR            | nie rozegrano | nie rozegrano | nie rozegrano | nie rozegrano | nie rozegrano | nie rozegrano | nie rozegrano | nie rozegrano | nie rozegrano | nie rozegrano | nie rozegrano | nie rozegrano | nie rozegrano | nie rozegrano | nie rozegrano | nie rozegrano | nie rozegrano | nie rozegrano | nie rozegrano | nie rozegrano |               |               |
| Indian Open                  | nie rozegrano    | nie rozegrano    | nie rozegrano    | SF               | LQ               | NH               | 1R            | LQ            | LQ            | nie rozegrano | nie rozegrano | nie rozegrano | nie rozegrano | nie rozegrano | nie rozegrano | nie rozegrano | nie rozegrano | nie rozegrano | nie rozegrano | nie rozegrano | nie rozegrano | nie rozegrano | nie rozegrano | nie rozegrano | nie rozegrano | nie rozegrano | nie rozegrano | nie rozegrano | nie rozegrano |               |               |               |
| China Open                   | A                | A                | LQ               | LQ               | LQ               | LQ               | WD            | 1R            | 2R            | nie rozegrano | nie rozegrano | nie rozegrano | nie rozegrano | nie rozegrano | nie rozegrano | nie rozegrano | nie rozegrano | nie rozegrano | nie rozegrano | nie rozegrano | nie rozegrano | nie rozegrano | nie rozegrano | nie rozegrano | nie rozegrano | nie rozegrano | nie rozegrano | nie rozegrano | nie rozegrano |               |               |               |
| Riga Masters                 | nie rozegrano    | nie rozegrano    | nie rozegrano    | nie rozegrano    | Minor-Rank       | Minor-Rank       | LQ            | 3R            | 1R            | LQ            | nie rozegrano | nie rozegrano | nie rozegrano | nie rozegrano | nie rozegrano | nie rozegrano | nie rozegrano | nie rozegrano | nie rozegrano | nie rozegrano | nie rozegrano | nie rozegrano | nie rozegrano | nie rozegrano | nie rozegrano | nie rozegrano | nie rozegrano | nie rozegrano | nie rozegrano | nie rozegrano |               |               |
| China Championship           | nie rozegrano    | nie rozegrano    | nie rozegrano    | nie rozegrano    | nie rozegrano    | nie rozegrano    | NR            | LQ            | LQ            | 1R            | nie rozegrano | nie rozegrano | nie rozegrano | nie rozegrano | nie rozegrano | nie rozegrano | nie rozegrano | nie rozegrano | nie rozegrano | nie rozegrano | nie rozegrano | nie rozegrano | nie rozegrano | nie rozegrano | nie rozegrano | nie rozegrano | nie rozegrano | nie rozegrano | nie rozegrano | nie rozegrano |               |               |
| WST Pro Series               | nie rozegrano    | nie rozegrano    | nie rozegrano    | nie rozegrano    | nie rozegrano    | nie rozegrano    | nie rozegrano | nie rozegrano | nie rozegrano | nie rozegrano | RR            | nie rozegrano | nie rozegrano | nie rozegrano | nie rozegrano | nie rozegrano | nie rozegrano | nie rozegrano | nie rozegrano | nie rozegrano | nie rozegrano | nie rozegrano | nie rozegrano | nie rozegrano | nie rozegrano | nie rozegrano | nie rozegrano | nie rozegrano | nie rozegrano | nie rozegrano | nie rozegrano |               |
| Gibraltar Open               | nie rozegrano    | nie rozegrano    | nie rozegrano    | nie rozegrano    | nie rozegrano    | MR               | 1R            | 2R            | 1R            | 1R            | 1R            | 2R            | nie rozegrano | nie rozegrano | nie rozegrano | nie rozegrano | nie rozegrano | nie rozegrano | nie rozegrano | nie rozegrano | nie rozegrano | nie rozegrano | nie rozegrano | nie rozegrano | nie rozegrano | nie rozegrano | nie rozegrano | nie rozegrano | nie rozegrano | nie rozegrano | nie rozegrano | nie rozegrano |
| WST Classic                  | nie rozegrano    | nie rozegrano    | nie rozegrano    | nie rozegrano    | nie rozegrano    | nie rozegrano    | nie rozegrano | nie rozegrano | nie rozegrano | nie rozegrano | nie rozegrano | nie rozegrano | 4R            | nie rozegrano | nie rozegrano | nie rozegrano |               |               |               |               |               |               |               |               |               |               |               |               |               |               |               |               |
| European Masters             | nie rozegrano    | nie rozegrano    | nie rozegrano    | nie rozegrano    | nie rozegrano    | nie rozegrano    | LQ            | LQ            | LQ            | 1R            | 2R            | LQ            | LQ            | 2R            | nie rozegrano | nie rozegrano |               |               |               |               |               |               |               |               |               |               |               |               |               |               |               |               |
| Dawne turnieje nierankingowe |                  |                  |                  |                  |                  |                  |               |               |               |               |               |               |               |               |               |               |               |               |               |               |               |               |               |               |               |               |               |               |               |               |               |               |
| Shoot Out                    | A                | A                | 2R               | 2R               | A                | A                | rankingowy    | rankingowy    | rankingowy    | rankingowy    | rankingowy    | rankingowy    | rankingowy    | rankingowy    | rankingowy    | rankingowy    | rankingowy    | rankingowy    | rankingowy    | rankingowy    | rankingowy    | rankingowy    | rankingowy    | rankingowy    | rankingowy    | rankingowy    |               |               |               |               |               |               |
| Six-red World Championship   | A                | A                | A                | A                | A                | A                | A             | A             | A             | A             | nie rozegrano | nie rozegrano | LQ            | nie rozegrano | nie rozegrano | nie rozegrano |               |               |               |               |               |               |               |               |               |               |               |               |               |               |               |               |

1. 1 2  Był amatorem.
2. ↑  Nowi gracze w Tourze nie mają rankingu.
3. ↑  Gracze, którzy zakwalifikowali się z jednorocznego rankingu zaczynają sezon bez punktów rankingowych.

| Legenda tabeli wyników              | Legenda tabeli wyników       | Legenda tabeli wyników                     | Legenda tabeli wyników                                                              | Legenda tabeli wyników                     | Legenda tabeli wyników                     |
| ----------------------------------- | ---------------------------- | ------------------------------------------ | ----------------------------------------------------------------------------------- | ------------------------------------------ | ------------------------------------------ |
| LQ                                  | odpadnięcie w kwalifikacjach | #R                                         | odpadnięcie we wczesnej fazie turnieju (WR = runda dzikich kart, RR = faza grupowa) | QF                                         | przegrana w ćwierćfinale                   |
| SF                                  | przegrana w półfinale        | F                                          | przegrana w finale                                                                  | W                                          | zwycięstwo                                 |
| DNQ                                 | nie zakwalifikował/a się     | A                                          | nie brał/a udziału                                                                  | WD                                         | zrezygnował/a w trakcie turnieju           |
| Legenda oznaczeń w tabelach wyników |                              |                                            |                                                                                     |                                            |                                            |
| NH / Nie roz.                       | NH / Nie roz.                | Turniej nie odbył się.                     | Turniej nie odbył się.                                                              | Turniej nie odbył się.                     | Turniej nie odbył się.                     |
| NR / Nie-rank.                      | NR / Nie-rank.               | Turniej nie był zaliczany jako rankingowy. | Turniej nie był zaliczany jako rankingowy.                                          | Turniej nie był zaliczany jako rankingowy. | Turniej nie był zaliczany jako rankingowy. |
| R / Rank.                           | R / Rank.                    | Turniej był zaliczany jako rankingowy.     | Turniej był zaliczany jako rankingowy.                                              | Turniej był zaliczany jako rankingowy.     | Turniej był zaliczany jako rankingowy.     |
| MR / Minor-Rank.                    | MR / Minor-Rank.             | Turniej był zaliczany jako minor ranking.  | Turniej był zaliczany jako minor ranking.                                           | Turniej był zaliczany jako minor ranking.  | Turniej był zaliczany jako minor ranking.  |